# Bolszoj Kujasz
Bolszoj Kujasz (ros. Большой Куяш) – wieś (sieło) w Rosji, w obwodzie czelabińskim, w rejonie kunaszackim. W 2010 liczyła 1046 mieszkańców.